# Мартиненго, Джулио Чезаре
Джулио Чезаре Мартиненго (итал. Giulio Cesare Martinengo; 1564 или 1568, Верона — 10 июля 1613, Венеция) — итальянский композитор позднего Возрождения и раннего барокко, представитель Венецианской школы. Был предшественником Клаудио Монтеверди в должности капельмейстера собора святого Марка в Венеции.

## Биография
Вероятно происходивший из Вероны, он был сыном композитора Габриэле Мартиненго и Эуфемии. Относительно даты его рождения существуют различия в источниках: согласно заявлению матери, он родился в 1564 году, но документ Casa degli Accoliti (Дома послушников) города Вероны указывает, что в 1583 году ему было пятнадцать лет. Учился у отца в Вероне, между 1590 и 1600 годами находился при Кафедральном Соборе Вероны в качестве кантора, принял 17 декабря 1586 года сан священника — одного из двенадцати соборных капелланов.
Мартиненго прежде всего известен тем, что был преемником Джованни Кроче и предшественником Клаудио Монтеверди в должности руководителя капеллы Базилики Сан-Марко в Венеции, места, которое относительно музыки считалось авторитетным в северной Италии. Назначение состоялось 22 августа 1609 года (после прослушивания и по рекомендации веронцев), жалование составляло 200 дукатов. Странно, что Мартиненго был единственным участником конкурса, ведь по крайней мере два органиста могли конкурировать с ним: Паоло Джусто, который, возможно, не имел достаточного композиторского опыта, и Джованни Габриели, один из самых талантливых композиторов своего времени и ключевых художников венецианской школы.
Его деятельность на посту была полным провалом, он был почти всегда болен, и качество хора и оркестра неуклонно и последовательно снижалось. Кроме того, музыкальная капелла была обременена долгами и, наконец, дошла до состояния жалкого подобия того блистательного коллектива, какой она была до начала управления ею Мартиненго. Он ничего не понимал в управлении финансами и, согласно записям Сан Марко, только и делал, что просил авансирования платы, был всегда в долгах перед финансовым руководством базилики и даже после смерти был должен казначею плату за несколько месяцев, которые тот оплатил ему заранее. Умер всего через четыре года после своего назначения, и авторитет собора вознесся, когда на его место взошёл Клаудио Монтеверди, который в короткое время смог привести качество капеллы до уровня лучших её времён.

## Произведения
Лишь несколько произведений Мартиненго достались нашего времени:
- Две короткие композиции с трёхдневного богослужения; включены в сборник ламентаций Джованни Кроче, опубликованные посмертно;
- Мотет Regnum mundi для сопрано и Басо континуо, написанный в форме кончертатто, похожий на тогдашние работы Людовико Гроссо да Вьядана, опубликован посмертно в важной антологии мотетов на один голос Ghirlanda sacra, 1625 (и многократно переизданный) ходатайствами Леонардо Симонетти, кастрата, назначенного в Сан Марко в январе 1613 года, то есть в период Мартиненго;
- Три книги мадригалов на четыре, пять и шесть голосов, последняя опубликована в 1605 году; возможно, она содержит произведения отца Габриэле, книга мадригалов которого не сохранилась до нашего времени.